# معادلة شابمان-كولموغوروف
في الرياضيات، وبالتحديد في نظرية الاحتمال، معادلة شابمان-كولموغوروف (بالإنجليزية: Chapman–Kolmogorov equation)‏ هي متطابقة...
سميت هذه المعادلة هكذا نسبة إلى كل من عالم الرياضيات البريطاني سيدني شابمان وعالم الرياضيات الروسي أندريه كولموغوروف.